# Dino Kojić
Dino Kojić (* 4. April 2005) ist ein slowenischer Fußballspieler.

## Sportlicher Werdegang
Kojić entstammt der Jugend des NK Olimpija Ljubljana. Während er die Jugendmannschaften des Klubs durchlief, rückte er auch in den Verbandsfokus und debütierte 2023 für die slowenische U-19-Nationalmannschaft. 2024 rückte er in den Profikader des in der Slovenska Nogometna Liga antretenden Klubs auf und stand in der Rückrunde der Spielzeit 2023/24 vereinzelt im Spieltagskader, ohne jedoch zum Einsatz zu kommen. Zum Auftakt der Spielzeit 2024/25 debütierte er beim 2:0-Erfolg über ND Primorje in der höchsten Spielklasse und trug sich neben Reda Boultam in die Torschützenliste ein, als er den Treffer zum Endstand erzielte. Im weiteren Saisonverlauf schwankte er unter Cheftrainer Víctor Sánchez
zwischen Startelf, Ersatzbank und teilweise Tribüne. Dabei schaffte er mit dem Klub die Qualifikation für die Gruppenphase der UEFA Conference League 2024/25, wo sie in den Play-offs zum Achtelfinale ausschied. Während sich der Klub parallel an der Tabellenspitze der nationalen Meisterschaft etablierte, rückte Kojić in die slowenische U-21-Nationalmannschaft auf, mit der er sich für die U-21-Europameisterschaft 2025 qualifizierte. Im Sommer 2025 gewann er den slowenischen Meistertitel, dabei hatte er mit sechs Toren in 29 Spielen beigetragen. Anschließend berücksichtigte U-21-Trainer Andrej Razdrh ihn für das U-21-EM-Endrundenturnier. Dort kam er in allen drei Partien zum Einsatz, die Mannschaft schied jedoch am Ende der Gruppenphase aus.